# In the Toils
In the Toils è un cortometraggio muto del 1913 scritto e diretto da George Terwilliger.

## Produzione
Il film fu prodotto dalla Lubin Manufacturing Company.

## Distribuzione
Distribuito dalla General Film Company, il film - un cortometraggio in una bobina - uscì nelle sale statunitensi il 6 settembre 1913.